# 5523 Luminet
5523 Luminet è un asteroide della fascia principale. Scoperto nel 1991, presenta un'orbita caratterizzata da un semiasse maggiore pari a 2,8344278 UA e da un'eccentricità di 0,0090313, inclinata di 3,35673° rispetto all'eclittica.
l'asteroide è dedicato a Jean-Pierre Luminet, astrofisico e scrittore francese.